# Torre del Porticciolo
La Torre del Portitxol (en catalán alguerés) o Torre del Porticciolo (en italiano) es una estructura antigua en la isla de Cerdeña al oeste de Italia, cuyas traducciones a través de los siglos llevan todas al mismo significado de "pequeño puerto para buques de poco tonelaje", fue construida en la segunda mitad del siglo XVI en la ciudad de Alguer, en la playa del Portitxol, donde se reparaban barcos. Ya en 1572, en la torre había dos piezas de artillería con tres hombres custodiando la embarcaciones. Con unos 48 metros, la torre tenía una hermosa vista de hasta 25 km y se mantuvo en contacto con las torres de Port del Comte (Porto Conte) y la de Porto Ferro.